# それいけ!アンパンマン ブルブルの宝探し大冒険!
『それいけ!アンパンマン ブルブルの宝探し大冒険!』（それいけアンパンマン ブルブルのたからさがしだいぼうけん!）は2017年7月1日公開の日本のアニメ映画。『それいけ!アンパンマン』シリーズ通算第29作。

## 概要
本作は、原作者のやなせによる絵本作品『やさしいライオン』の主人公をモデルとしたオリジナルキャラクターがゲストとして登場する。『それいけ!アンパンマン』挿入歌の一つである『太陽がキラキラ』をテーマに、弱虫なライオンの少年『ブルブル』の活躍を描く。劇場版長編では初めてカレーパンマンが主役となった。キャッチコピーは「ドキドキ!わくわく!のはじまりだ!」。横浜アンパンマンこどもミュージアム開館10周年記念作品でもある。
ゲスト声優として、女優の多部未華子、お笑いコンビのキャイ〜ン（ウド鈴木・天野ひろゆき）が出演。多部は物語の主役となるブルブル役、天野はブルブルの父親役、ウドはブルブルが遭遇する城の門番「いいかげんに城」役をそれぞれ演じる。
前作同様、同時上映作品はなく長編1本のみの構成で、観客参加型のシーンも挿入されている。

### テレビ放送
2018年7月13日・20日に前編と後編の30分に分割して金曜 10:25 - 10:55に日本テレビと福岡放送にて関東・福岡ローカル扱いで放送された。
なお、2021年6月18日・25日にも前編と後編の30分に分割して、金曜 10:25 - 10:55に日本テレビ（関東ローカル）で放送した。

## あらすじ
宝探しの一族に生まれたライオンの男の子・ブルブル。彼は一人前の宝探し名人になるべく父から渡された地図を手に冒険の旅をしていた。
ある日ブルブルはアンパンマン達と出会う。ジャムおじさんから宝がオニツノ島に存在することを知らされると、ブルブルはオニツノ島へ出発。彼をサポートしようとアンパンマン達も宝探しに同行したが、そこへ宝物を横取りしようと企んだばいきんまんとドキンちゃんも冒険家に変装し、ブルブル達に同行する。
オニツノ城に到着したブルブル達だが、いいかげんに城に阻まれアンパンマン達と離れ離れになり、カレーパンマンと2人きりになってしまう。本当は怖がりであるブルブルはカレーパンマンに励まされながら、宝の入手に必要な星の鍵を探し、ついに見つけるが、ふとしたミスで川に落としてしまう。そんな所にもう一方の月の鍵を手に入れたばいきんまんがブルブル達に襲い掛かる。

## 登場キャラクター（キャスト）
詳細はアンパンマンの登場人物一覧を参照。

### レギュラーキャラクター
アンパンマン
声 - 戸田恵子
本作ではカレーパンマンがメインとなっているため、これまでのシリーズと比べてあまり目立たない。第15作『ルビーの願い』以来、ばいきんまんが見ていた夢で「バイバイア〜ン」と言っている。
ばいきんまん
声 - 中尾隆聖
宝を目当てに冒険家「バイキンソン」と名乗る。月の鍵を見つけた際に変装が解けてしまい、本作の敵として立ちはだかる。しかし、結局はいつも通りアンパンマンにやられてしまう。
カレーパンマン
声 - 柳沢三千代
本作では彼がメインであり、ゲストキャラクターとの同行場面が多かった。自分と正反対の性格のブルブルを励ますシーンがたびたびあり、それがブルブルを成長させた。
例年の劇場版とは異なり、強制変身に遭わなかった。
ジャムおじさん
声 - 増岡弘
バタコさん
声 - 佐久間レイ
めいけんチーズ
声 - 山寺宏一
ドキンちゃん
声 - 鶴ひろみ
「ドキレーヌ」と名乗り、バイキンソンの助手を装う。ばいきんまんの変装がバレると自分もバレそうになるが、しょくぱんまんから「君も騙されていたのか」と勘違いされたためバレずに済んだ。バイキングコングの攻撃を受けた際もドキレーヌの姿のまま塔にされたが、元の姿に戻ると変装が取れていたので、結局正体を知られていまい、恥ずかしがりながら逃げ帰った。エンディングではケーキを取り合っていたばいきんまんとホラーマンに描いた絵を汚され、2人を殴り飛ばした。
テレビシリーズ登場時から演じてきた鶴ひろみが2017年11月16日に大動脈解離で死去した為、彼女が映画シリーズに出演する作品としては本作が最後の出演となり、最後の台詞は『ドキンはしょくぱんまん様と御一緒出来て、幸せでした〜！』であった。次作『かがやけ!クルンといのちの星』からは冨永みーなが役を引き継いだ。
しょくぱんまん
声 - 島本須美
宝の扉の両側の絵を見て、二つの岩山の頂上にある鍵が必要だと解読した。当初はドキンちゃんの正体に気づいていなかったが、バイキングコングの攻撃が解けたことでようやく気づいた。
メロンパンナ
声 - かないみか
パンの戦士の中では唯一宝探しに同行せず、ジャムおじさんたちと共に残っている。クリームパンダと共に真っ先に塔に変身させられた。
クリームパンダ
声 - 長沢美樹
ホラーマン
声 - 矢尾一樹
前任の肝付兼太が肺炎で死去したため、矢尾一樹が演じるホラーマンはこの作品が初登場となった（TVシリーズでは本作公開後のTV第1376話『アンパンマンとどろんこ魔王』から担当）。
本作では最初のみの登場でドキンちゃんに殴り飛ばされてすぐに退場し、ばいきんまんたちとは同行せず台詞も二言のみ。その後、エンディングで再登場するが、ばいきんまんとケーキを取り合っていた際にドキンちゃんの絵を汚してしまい、二度も殴り飛ばされた。
コキンちゃん
声 - 平野綾
冒頭の踊りのシーンのみで、本編には登場しない。
カバ夫
声 - 山寺宏一
ちびぞうくん
声 - 坂本千夏
ピョン吉
声 - 原えりこ
ウサ子
声 - 中村ひろみ
みみせんせい
声 - 滝沢ロコ
本作冒頭の観客への指示役を担当する。
SLマン
声 - 西村朋紘
ブルブル達を送り届ける。

### ゲストキャラクター
ブルブル
性別 - 男
声 - 多部未華子
宝探しの一族に生まれた弱虫なライオンの少年。アンパンマン達と共に宝探しの冒険に出る。二人の兄がいる（声は西村朋紘）。
一人称は「僕」だが、強がっているときは「俺」も使用する。
初対面時にはアンパンマン達に高圧的に接していたが、実際には気が弱いため、何もできないことが多かった。しかしカレーパンマンに励まされたことで勇気を振り絞り成長する。
最後は本当の宝を探すために、アンパンマン達に見送られながら旅に出た。
モデルはやなせたかし原作の絵本である『やさしいライオン』に登場するライオンのブルブル。
ブルブルのお父さん
性別 - 男
声 - 天野ひろゆき（キャイ〜ン）
ブルブルの父親で世界一のトレジャーハンター。ブルブルの回想のみの登場。
ブルブルに一人で宝を見つけるまで帰ってくるなと命じたため、ブルブルは旅に出ることになった。少々やり方が強引ではあったが、それは息子の将来を考えての親心からであった。
いいかげんに城
性別 - 男
声 - ウド鈴木（キャイ〜ン）
その名のとおり「いい加減にしろ!」が口癖の生きた城。似た姿の仲間が大勢いる。TV版に登場したものとは別人で声優も違う（TV版では山寺宏一が担当）。
宝を守っており、アンパンマン達を宝を盗みに来たと勘違いし襲いかかる。口から岩を飛ばして攻撃する。終盤ではアンパンマン達に協力し、「好きにしろ」と言い宝の扉を与える許可を与えた。
たいがいに城
性別 - 男
声 - 藤井恒久
そのへんに城
性別 - 男
声 - 辻岡義堂
いいかげんに城の仲間で、それぞれ「大概(たいがい)にしろ!」、「その辺(へん)にしろ!」が口癖。
大蛇
ブルブルを食べようとしたため、敵役として登場。

### その他の登場キャラクター
シドロ&モドロ
声 - ドリーミング
どんぶりまんトリオ
てんどんまん
カツドンマン
かまめしどん
夏祭りよさこいの曲をカバオくん達と一緒に踊った。
ブルブル達の見送りにも登場。
タイコマン
わたあめじいさん
たこやきまん
ソーセージマン
りんごあめちゃん
コーンくん
バルーンアートさん
街の人（夏祭りの参加者と観客者）
以上、オープニングの夏祭りのシーンにて登場。
おむすびまん
こむすびまん
カッパの子ども（カピー）
カッパの長老
アンコラ
コアンコラ
ハンバーガーキッド
ピクルス
ユキダルマン
とうだいまん
くじらのクータン
サニー姫
デザインはテレビ版と同じ。
ヌラ
ベソ
以上、ブルブル達のお見送りに登場。
ケシゴム先生
えんぴつぼうや
ノートくん
スケールちゃん
本編やEDと共にカレーパンマンのカレーを食べていた。
鳥
声 - 宮川美保

## 用語
オニツノ島（オニツノじま）
南に存在する島。城の跡や二つの岩山などが存在する。二つの岩山の頂上にある月と星の形の鍵を城跡の扉にセットすると、宝への扉が開く。実際の宝の内容は帽子と別の宝の地図であった。

### 乗り物と道具
飛行船アンパンマン号（ひこうせんアンパンマンごう）
ドキンUFO（ドキンユーフォー）

#### バイキンメカ
バイキンUFO（バイキンユーフォー）
バイコング3号（バイコング3ごう）
通常のバイコングより巨大なバイコング。アンパンマンによって大破される。
バイキングコング
声 - 矢尾一樹
本作のボス。ばいきんまんが石の塔の破片を寄せ集めて作った巨大なバイコング。赤い目から発射される光線で相手を塔に変えてしまう。
カッパラス
OPに登場。お祭りをメチャクチャにしようとするが、アンパンマンのアンパンチで破壊される。頭のカッターを飛ばして攻撃する。

## スタッフ
- 原作 - やなせたかし（フレーベル館刊）
- 原作協力 - 天野誠
- 制作 - 中山良夫、沢桂一、竹崎忠、飯田聡彦、越尾正子、林隆一郎、渡邊祐司
- プロデューサー - 中谷敏夫、久保雄輔、星野恵、岩崎和義
- 脚本 - 米村正二
- 主題歌 - やなせたかし、三木たかし
- 音楽 - いずみたく、近藤浩章
- キャラクターデザイン・作画監督 - 前田実
- 美術監修 - 石垣努
- 美術監督 - 光元博行
- 色彩設計 - 原田幸子
- 撮影監督 - 佐々木明美
- 編集 - 小宅貴史
- CGプロデューサー - 川嶋洋樹
- 音響監督 - 山田知明
- 音楽監督 - 鈴木清司
- 文芸担当 - 上田菜保子
- 制作担当 - 竹元将泰
- 演出 - 川越淳、山内東生雄
- 監督 - 矢野博之
- 原画 - 菖蒲隆彦、星名靖男、和田佳純、清水健一、遠藤栄一、山内貴美子、川越淳、他
- 配給 - 東京テアトル
- 製作 - アンパンマン製作委員会2017（日本テレビ放送網、バップ、トムス・エンタテインメント、フレーベル館、やなせスタジオ、日本テレビ音楽、東京テアトル）

## 楽曲
オープニング『アンパンマンのマーチ』
エンディング『勇気りんりん』
作詞：やなせたかし、作曲：三木たかし、編曲：大谷和夫、歌：ドリーミング
テーマ曲『太陽がキラキラ』
作詞：やなせたかし、作曲：近藤浩章、編曲：近藤浩章、歌：ドリーミング
挿入歌
『アンパンマン音頭～よさこいソーランバージョン～』
作詞：やなせたかし、作曲：いずみたく、編曲：松井タツオ、歌：ドリーミング
『あおいなみだ -コキンのうた-』
作詞：やなせたかし、作曲：ミッシェル・カマ、チープ広石、編曲：チープ広石、久保田邦夫、歌：平野綾
以上2曲は冒頭の参加型のシーンで使用され、歌詞テロップが表示されている。
『いくぞ!ばいきんまん』
作詞：やなせたかし、作曲：いずみたく、編曲：近藤浩章、歌：中尾隆聖